# Roman Mayer Logistik Group
Die Roman Mayer Logistik Group ist ein Logistikunternehmen mit Sitz in Gersthofen. Die Gruppe besteht aus 19 rechtlich selbstständigen Unternehmen an weltweit 39 Standorten und beschäftigt aktuell über 1.600 Mitarbeiter. Die verfügbare Logistikfläche beträgt rund 310.000 m² und 230.000 Palettenstellplätzen in den Hochregallagern, mit insgesamt circa 500 ziehenden Einheiten.
Die Gruppe ist in Deutschland an den Standorten Augsburg, Bernburg, Gersthofen, Hirschberg an der Bergstraße, Langenfeld, Mendig, Neuwied, Nördlingen, Nürnberg, Schwarzenbruck, Seevetal, Siegen und Worms vertreten. Weitere Standorte befinden sich in Frankreich und Spanien. An zahlreichen weiteren Standorten in Deutschland und Europa sind Systempartner der Gruppe ansässig.

## Struktur
Die Roman Mayer Logistik Group besteht aus mehreren Logistik- und Transportunternehmen. Im Bereich der Kontraktlogistik werden Versandprozesse für Kunden umgesetzt. Die Hochregallager verfügen hierfür über automatische Kleinteile-Lager, automatisierte Fördertechnik und Anbindung an SAP. Es können neben den normalen Gütern auch wassergefährdende Gefahrstoffe eingelagert und umgeschlagen werden.
Im Bereich der Distribution können Stückgut-, Teil- oder Komplettladungen mit eigenem Fuhrpark befördert werden. Überdies sind Teile der Gruppe Mitglied der Online-Systemlogistik. Die Kernkompetenzen in diesem Bereich sind Chemie, Automotive, Medical-Care, Elektronik, Industrie und Baustoffe. Spezielle Linienverkehre werden auch für Transporte in die Türkei sowie den Nahen und Mittleren Osten unterhalten.
Der Bereich der logistischen Aus- und Weiterbildung wird über die Roman Mayer Logistik Akademie abgedeckt. Durch sie werden die Mitarbeiter intern in den Bereichen der Berufskraftfahrerweiterbildung, Gefahrgut und Ladungssicherung geschult.
Mit der Comepack gibt es ein weltweites Behältermanagementsystem für viele Logistikpartner. Passend für den Kunden wird ein Mehrweglogistiksystem permanent weiter entwickelt, das in die betrieblichen Abläufe des Kunden integrierbar ist. In den Kreislauf werden alle Werke, Lieferanten und Kunden eingebunden.

## Gesellschaften innerhalb der Gruppe
Die einzelnen Gesellschaften der Roman Mayer-Gruppe bilden keinen Konzern. Rechtlich handelt es sich um eigenständige Gesellschaften, die sich im Besitz verschiedener Mitglieder der Familie Mayer befinden.
- ALSG Augsburger Logistik- und Speditionsgesellschaft mbH
- Comepack GmbH
- Döderlein Logistik GmbH
- Döderlein Spedition GmbH
- GLSG Gersthofer Logistik- und Speditionsgesellschaft mbH
- Hans Mayer Inh. Roman Mayer e.Kfm.
- Loeber-Lehnhof GmbH
- Spedition Nuber GmbH
- Roman Mayer GmbH
- Roman Mayer Kfz-Service GmbH
- Roman Mayer Logistik Akademie GmbH
- Roman Mayer Logistik GmbH
- Roman Mayer Transport & Logistik GmbH

### Roman Mayer GmbH
Die Roman Mayer GmbH ist eine Spedition mit den üblichen Bereichen des Nah- und Fernverkehrtransports von Gütern.

### Roman Mayer Logistik Akademie
Die Roman Mayer Logistik Akademie GmbH wurde 2009 in Gersthofen gegründet um intern das Personal Aus- und Weiterzubilden. Schwerpunkt sind interne Schulungen in den Bereichen Gefahrgut, Gefahrstoff, Ladungssicherung, die Ausbildung von bis zu 60 Berufskraftfahrer jährlich und die Weiterbildung der gesamten Fahrermannschaft.

### Döderlein GmbH
Die Döderlein GmbH ist eine Spedition mit den üblichen Bereichen des Transportgeschäftes im Nah- und Fernverkehr, zudem unterhält man am Standort Nördlingen ein neu erbautes Gefahrstofflager. In diesem werden Gefahrstoffe gelagert und versendet.

### Loeber-Lehnhof GmbH
Die Loeber-Lehnhof GmbH ist ein Speditionsbetrieb, gelegen im Nordrhein-Westfälischen Siegen. Gegründet wurde das Unternehmen am 1. Mai 1898. Später wurden die Unternehmen Loeber und Lehnhof zusammengelegt. In ihrer heutigen Form entstand Loeber-Lehnhof durch Aufkauf von Roman Mayer. Seither gehört diese zur Gruppe.

### Comepack GmbH
Die Comepack GmbH ist ein Unternehmen der Gruppe, welches sich mit Behältermanagement befasst. Kunden können dort Behälter mieten. Sitz der Comepack ist Hirschberg. Das Unternehmen wurde 1993 in Hemsbach (bei Weinheim) gegründet. 2005 wurde das neu errichtete Logistikzentrum in Hirschberg bei Heidelberg mit Bezug des neuen Comepack-Bürotraktes eröffnet. Im selben Jahr wurde Comepack in Shanghai, China gegründet, Aufgabe des China Geschäftes in 2019. In 2023 beschäftigte die Comepack GmbH 81 Mitarbeiter, der Jahresumsatz beträgt 15,4 Millionen Euro.

### Spedition Nuber GmbH
Zum 1. Oktober 2021 übernahm die geschäftsführende Gesellschafterin, Valesca Mayer, alle Geschäftsanteile der Augsburger Spedition Nuber GmbH. Die 1948 gegründete Spedition Nuber ist vor allem im nationalen und internationalen Stückgut- und Ladungsverkehr tätig und betreibt diverse Logistikläger. Die Stärken von Nuber liegen dabei vor allem in hochspezialisierten Branchenlösungen und der immer intensiveren Integration von Bahntransporten im Rahmen von Lieferketten. Der eigene Railport mit direkter Anbindung an das europäische Schienennetz ist dabei ein elementarer Baustein.

## Geschichte
Die Geschichte der Spedition Roman Mayer beginnt im Jahr 1945 mit ihrer Gründung. Am 1. April 1969 tritt Roman Mayer in das elterliche Fuhrunternehmen in Asbach-Bäumenheim ein, das damals mit zwei Lkws betrieben wird. Dieser Schritt gilt als Grundstein für die heutige Unternehmensgruppe. Zwei Jahre später erfolgt der Kauf eines Fuhrunternehmens in Augsburg und die Gründung eines eigenen Betriebes. 1976 übernimmt Roman Mayer den elterlichen Betrieb und gründet das Unternehmen als „Hans Mayer, Inh. Roman Mayer, Spedition“ neu. Der neue Standort in der Zirbelstraße in Augsburg verfügt zu diesem Zeitpunkt über rund 30 Fahrzeuge und 35 Beschäftigte.
Im Jahr 1980 wird eine Spedition in Neuburg an der Donau erworben und es entsteht eine weitere Niederlassung. Zudem übernimmt das Unternehmen eine Spedition im Raum Nürnberg samt Lagerhalle sowie Grundstück und gründet die Niederlassung in Schwarzenbruck. Der Fuhrpark wächst auf über 100 Lkws und das Personal umfasst nun rund 150 Mitarbeiter. Mit der Gründung der Roman Mayer GmbH wird eine übergeordnete Abfertigungsspedition mit Sitz in Augsburg geschaffen.
1990 kauft und errichtet das Unternehmen den damaligen Unternehmenssitz in Augsburg in der Raiffeisenstraße. Im selben Jahr erfolgt der Erwerb einer Spedition in Gießen, die später mit der Loeber-Lehnhof GmbH fusioniert wird. 1991 folgt der Kauf einer Kfz-Werkstätte und die Gründung der Kfz-Service GmbH mit Sitz in Augsburg in der Steinerne Furt.
1992 übernimmt Roman Mayer einen Speditions- und Transportbetrieb in Siegen und gründet dort eine Niederlassung. Weitere Niederlassungen entstehen in Berlin und Hamburg. Auch beginnt die Ausbildung von Lehrlingen im kaufmännischen und gewerblichen Bereich. Im darauffolgenden Jahr wird die Niederlassung Siegen durch den Zukauf weiterer Speditionen und eines Betriebsgebäudes erweitert. Die Integration mündet in der Fusion mit Loeber-Lehnhof. Ebenfalls 1993 entsteht die Mehrweg-Verpackungs-Gesellschaft Comepack mit Sitz in Augsburg und Niederlassungen in Hemsbach, Aschaffenburg, Kamen und Magdeburg.
Im Jahr 1996 erwirbt das Unternehmen die Spedition Döderlein in Nördlingen inklusive Grundstück und Speditionsanlage sowie eine Spedition in Worms. Damit verbunden ist die Gründung der Roman Mayer Transport- und Logistik GmbH mit angeschlossener Werkstatt, Tankstelle und Waschanlage. Die Belegschaft wächst auf 450 Mitarbeiter, der Fuhrpark umfasst etwa 320 Fahrzeuge.
1997 gründet Roman Mayer die Comepack S.a.r.l. im französischen Lothringen. Im Jahr 2000 folgt die Gründung der Niederlassung Roman Mayer Transport und Logistik in Gersthofen. Die Zahl der Mitarbeiter steigt auf rund 750 und der Fuhrpark wächst auf etwa 400 Fahrzeuge. Zudem wird die Comepack ibérica S.L. in Spanien ins Leben gerufen. Im gleichen Jahr erfolgt der Kauf der Spedition Ziegelmeier in Gersthofen, die später in GLSG umbenannt wird.
2001 wird der Standort Nördlingen durch den Neubau eines Hochregallagers erweitert. In Langenfeld bei Düsseldorf entsteht eine neue Döderlein-Niederlassung, die ein Logistikzentrum und die Distribution für einen weltbekannten Hersteller von Industrieklebern betreibt. 2003 erfolgt die Gründung der ALSG Zweigniederlassung in Gersthofen, die als Logistikdienstleister für einen Automobilzulieferer fungiert.
2004 wird die PeBe Logistik GmbH in Aalen-Oberkochen eröffnet mit einer Niederlassung in Nördlingen. Comepack erweitert sein Netzwerk mit Niederlassungen in Neuwied und Vilafranca del Penedès, Spanien. 2005 entsteht ein neues Logistikzentrum in Hirschberg bei Heidelberg, und der neue Bürotrakt von Comepack wird bezogen. Gleichzeitig wird comepack China mit Standort in Shanghai gegründet.
Im Jahr 2006 wird ein Logistik- und Reinigungsstandort im französischen Eschbach für Comepack neu gebaut. 2007 erfolgt die Erweiterung des Betriebs in Schwarzenbruck durch den Neubau einer hochmodernen Waschanlage für Comepack. 2008 wird der Standort Hirschberg um ein modernes Hochregallager inklusive temperaturgeführter Einlagerung und AKL (Automatische Kleinteile Lagerung) erweitert.
2009 gründet die Unternehmensgruppe die Roman Mayer Logistik Akademie GmbH. Ein Jahr später gehen zwei neue Logistik- und Reinigungsstandorte in China (Wuxi und Chuzhou) in Betrieb. 2011 erfolgt der Bau eines energieeffizienten, hochmodernen Logistik-Centers mit automatischem Hochregallager und AKL in Nördlingen, inklusive geplanter Bahnanbindung.
2013 gründet das Unternehmen die Roman Mayer Logistik Nürnberg. 2017 wird Roman Mayer als Top-Arbeitgeber im Donau-Ries ausgezeichnet. Im Jahr darauf erhält das Unternehmen einen Logistikpreis für herausragende Transportperformance. 
2019 geht ein neues Logistikzentrum in Augsburg in Betrieb, gefolgt vom Neubau eines weiteren Zentrums in Gersthofen im Jahr 2020. 2021 erfolgt der Erwerb der Spedition Nuber in Augsburg und 2022 beginnt der Bau zur Erweiterung der Limes/Logistikanlage in Nördlingen. 
Im Jahr 2025 wird die Spedition Roman Mayer schließlich mit dem „Sustainovation Award 2024“ von Henkel ausgezeichnet. Der Preis würdigt die herausragenden Leistungen in den Bereichen Umwelt, Nachhaltigkeit und Digitalisierung in der europäischen Logistik – insbesondere hinsichtlich des Einsatzes von Elektro-Lkws und grüner Energie.